# Michael Gross
Michael Gross (v němčině Michael Groß, * 17. června 1964, Frankfurt nad Mohanem) je bývalý německý plavec. V osmdesátých letech 20. století závodil za Západní Německo a vybojoval tři zlaté olympijské medaile. Měří 202 cm a pro své velké rozpětí paží (213 cm) byl přezdíván Albatros.

## Život a sportovní kariéra
Prosadil se zejména na motýlkářských tratích, jimž v osmdesátých letech vládl. První velkou medaili získal na mistrovství Evropy 1981, kde vyhrál 200 m motýlek. Na mistrovství světa poprvé zvítězil o rok později v Guayaquilu. Na olympiádě v roce 1984 se zařadil k největším postavám her. Snadno vyhrál 200 m volný způsob a poté porazil na 100 m motýlek favorizovaného Američana Pabla Moralese. Sám pak zase překvapivě podlehl na své jinak asi nejoblíbenější trati 200 m motýlek Australanu Johnu Siebenovi. Jednou z nejsledovanějších událostí olympiády se pak stal štafetový závod na 4 × 200 m volným způsobem. I když Gross na svém úseku zaplaval nejlepší čas v historii olympiád, nestačilo německé kvarteto na Američany, kteří si vysloužili přezdívku Grossbusters - krotitelé Grossa. 

O dva roky později na mistrovství světa 1986 obhájil své dvě zlaté medaile z předchozího šampionátu, dvoustovce motýlkem kraloval i na olympijských hrách 1988. Kariéru ukončil po mistrovství světa v roce 1991.

## Mimořádné výkony a ocenění
- čtyřikrát překonal světový rekord na 200 m motýlek, jednou na 100 m motýlek, čtyřikrát na 200 m volný způsob
- nejlepší světový plavec roku 1983, 1985
- sportovec roku v Německé spolkové republice - 1982, 1983, 1984, 1988 (čtyřikrát kromě něj zvítězil jen Boris Becker)
- evropský sportovec roku 1983 podle Asociace evropských sportovních novinářů
- evropský sportovec roku 1984 podle agentury PAP
- člen Mezinárodní plavecké síně slávy od roku 1995